# Шпекин, Густав Фёдорович
Густав Фёдорович Шпе́кин (Эрнест Юлиус Густав Шпекин, Шпеккин, Спеккин) (нем. Speckin) (20 ноября 1834, по другим данным, 1836, Берлин, Пруссия — 1 октября 1899, Москва) — немецкий и русский контрабасист. В 1864 г. принял подданство Российской империи. Потомственный почётный гражданин (1897 г.). Основоположник московской контрабасовой школы.

## Биография
Музыкальное образование Шпекин получил на родине. С 1861 г. до конца жизни работал в Москве, куда приехал по приглашению Дирекции императорских театров на место первого контрабаса в оркестре Большого театра. В Большом театре работал с 1861 по 1897 гг., играл в том числе в оркестре Итальянской оперы, который был образован в 1862 г. путём разделения оркестра Большого театра. В 1897 г. Шпекина на месте первого контрабаса сменил И. И. Рамбоусек.
Одновременно с 1861 г. Шпекин преподавал в музыкальных классах ИРМО. В 1867 стал первым профессором по классу контрабаса Московской консерватории, работал здесь до 1899 года. «По свидетельству современников, играл смычком с низкой колодкой и ввёл его при обучении в классе контрабаса Московской консерватории. Таким образом, смычок с низкой колодкой применяется в Московской консерватории с ее основания до наших дней». В числе учеников Шпекина — известные русские контрабасисты А. Е. Мартынов, П. А. Нацкий, В. Н. Проскурнин, К. А. Ромашков.